# Emiliano Zapata, Tabasco
Emiliano Zapata là một đô thị thuộc bang Tabasco, México. Năm 2005, dân số của đô thị này là 26576 người.